# Lex Claudia
Sauf précision contraire, les dates de cet article sont sous-entendues « avant l'ère commune » (AEC), c'est-à-dire « avant Jésus-Christ ».
Droit romain et lois romaines
La lex Claudia, également connue sous le nom de plebiscitum Claudianum ou de lex Claudia de nave senatoris est une loi romaine votée en 218. Proposée au début de la deuxième guerre punique, la loi interdisait aux sénateurs et à leurs fils de posséder un "navire de haute mer" (maritimam navem) d'une capacité de plus de 300 amphores. Elle a été proposée par le tribun Quintus Claudius et soutenue par le sénateur Caius Flaminius (consul en 223 et 217). Il n'y a pas de sources contemporaines survivantes pour la loi ; la seule source ancienne à en discuter explicitement étant l'historien Tite-Live. Bien que Cicéron (consul en 63) mentionne la loi dans ses Verrines en 70, il ne s'agit que d'une référence indirecte. Les preuves anciennes sont limitées et ne datent que de près de deux siècles plus tard. Néanmoins, les spécialistes modernes ont continué à débattre du but et de l'importance de la lex Claudia.

## Contexte historique

Carte de Rome et Carthage au début de la seconde guerre punique (-218).

### Expansion navale duIIIesiècle
Après l'expansion de Rome pendant la première guerre punique (263-241), l'impérialisme romain autour de la mer Méditerranée a entraîné le début de l'exploitation économique des provinces nouvellement formées. Cette activité navale a augmenté tout au long du IIIe siècle. Le passage de la lex Claudia, destiné à restreindre la navigation, est révélateur de cette activité navale accrue. En effet, s'il n'y avait pas d'activité navale, il n'y aurait pas eu besoin d'une telle loi. Le développement des systèmes de monnaie et de crédit ainsi que le progrès des communications routières, fluviales et portuaires, ont favorisé l'essor du commerce à longue distance au sein de l'économie. Les produits importés comprenaient des produits alimentaires, des esclaves, des métaux et des produits de luxe, tandis que les exportations étaient principalement constituées de poterie, d'or et d'argent. Les intérêts commerciaux de Rome se sont encore élargis après que la Sicile et la Sardaigne sont devenues une province à la fin de la première guerre punique. Les navires commerciaux étaient chers et coûteux à entretenir, ce qui signifie que seuls les membres des classes supérieures (sénateurs et chevaliers) pouvaient investir dans le transport maritime à longue distance. Cependant, on sait peu de choses sur les circonstances exactes qui ont conduit à la création de la lex Claudia.

### Influence de la deuxième guerre punique
Bien que la loi ait été proposée au début de la deuxième guerre punique, il est difficile de dire quel impact cette nouvelle guerre aurait eu, le cas échéant, sur l'adoption de la loi. Après tout, les Romains étaient presque toujours en guerre au cours du IIIe siècle. Cependant, il est bien sûr possible que l'avènement de la nouvelle guerre ait eu un impact. Le but ultime de la lex Claudia aurait pu être de réserver des navires privés pour la guerre. Les navires ciblés étaient probablement assez grands pour transporter les troupes et les fournitures nécessaires à la guerre. Dans ce cas, la loi servirait alors à soutenir les ambitions des marchands équestres, limiterait l'influence des sénateurs et fournirait aux commandants militaires des navires suffisamment grands pour transporter des troupes et du matériel.

### Conflit des ordres
Le IIIe siècle a peut-être également vu la résurgence de conflits entre les classes patricienne et plébéienne. Lorsque la République romaine (res publica) a été fondée en 509, elle a tenté de réajuster l'équilibre des pouvoirs en faveur du peuple. Cependant, la classe patricienne, composée de familles d'élite, a rapidement commencé à dominer la scène politique au détriment de la majorité, les plébéiens. Les conflits entre les patriciens et les plébéiens sont connus sous le nom de conflit des ordres. En 290, ces conflits prirent fin en grande partie avec l'introduction des consuls plébéiens. Cependant, des conflits entre patriciens et plébéiens refont surface de temps à autre dans la République tardive. Bien que l'exemple le plus bien documenté de ce conflit soit apparu autour des Gracques (133-123), il est possible que le passage de la lex Claudia soit également un exemple de ce thème récurrent.
Proposée par un tribun de la plèbe et destinée aux sénateurs, la lex Claudia peut être considérée comme un exemple de l'ordre plébéien qui peine à aller de l'avant. Cependant, en 218, il y avait des consuls et des sénateurs plébéiens. Les plébéiens étaient au Sénat et ont pu obtenir le consulat. Les bénéficiaires principaux de la lex Claudia étaient probablement la classe équestre, des citoyens riches mais pas sénateurs. En tant que riches commerçants, les chevaliers n'auraient pas été affectés par la loi et auraient donc pu continuer à commercer. Si c'est le cas, alors la proposition et ensuite le passage de la lex Claudia indiqueraient une lutte non pas entre les patriciens et les plébéiens, mais entre les sénateurs et les non-sénateurs.

## Raisons de la loi
La guerre contribue pour une part importante aux revenus de Rome. En conséquence, des commandants militaires et leurs biens, y compris leurs navires, sont nécessaires. Ces entrepreneurs de guerre proviennent généralement d'hommes de haut rang de la noblesse. Rome a besoin de financer ces guerres et a donc souvent besoin de l'aide financière des riches citoyens et de leurs fortunes privées. En fait, certains de ces riches citoyens disposent de stratagèmes de manipulation de devises qui contribuent à fournir des revenus à l'effort de guerre.
Il faut également de l'argent pour payer les soldats. Le soutien financier des élites a joué un rôle crucial dans le soutien des visées bellicistes romaines. Ces élites servent également de corsaires et d'armateurs durant les guerres puniques. La lex Claudia serait la solution à la corruption du gouvernement romain et empêcherait les investisseurs privés d'imposer de nouveaux impôts aux citoyens romains ordinaires pour augmenter leurs bénéfices privés. C'était aussi un moyen d'empêcher les sénateurs de participer au transport du grain obtenu grâce aux taxes.

## Dispositions et adoption de la loi

### Dispositions de la loi

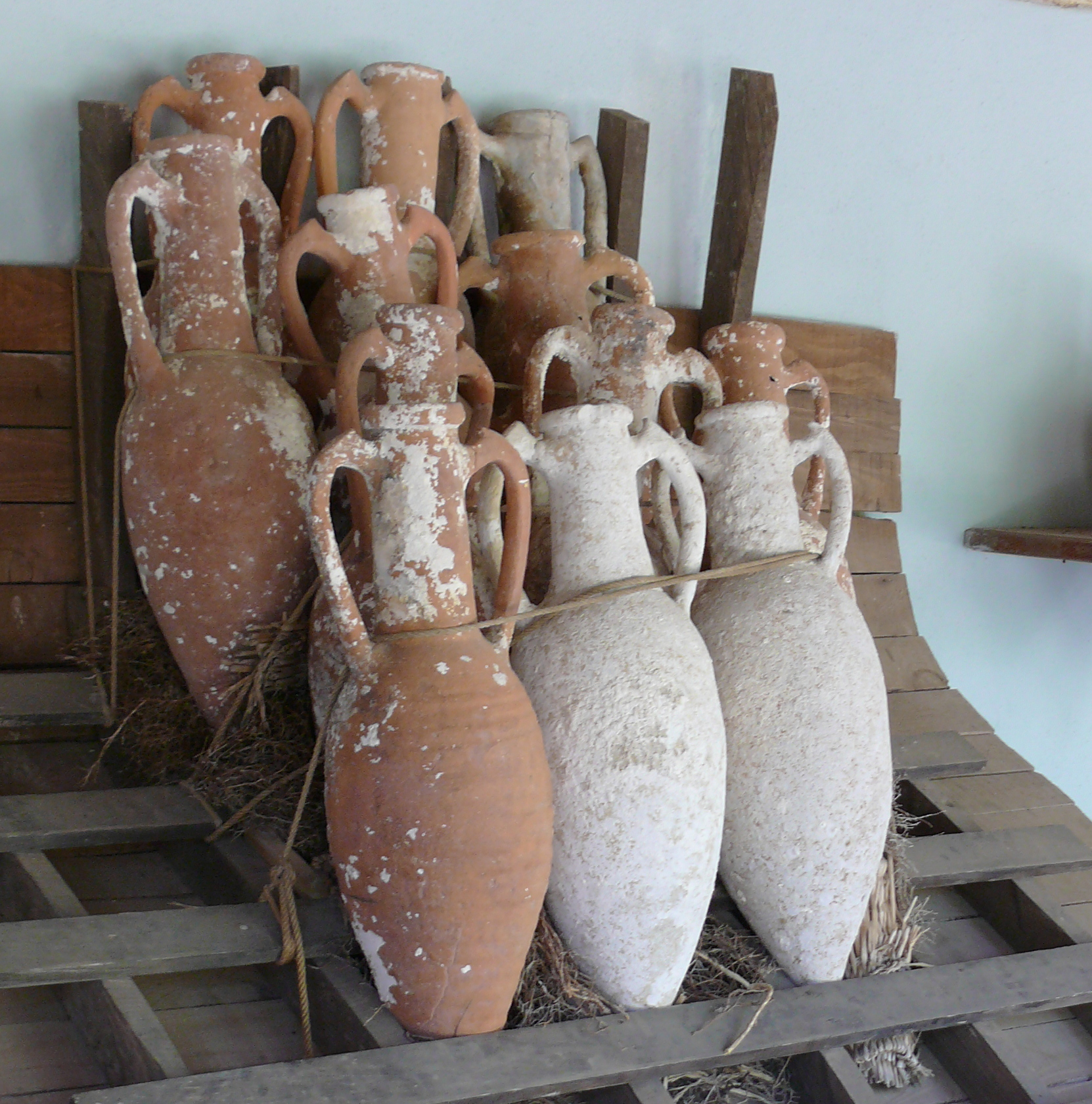
Amphores conçues pour le transport maritime, issues d'épaves de l'âge du bronze, exposées au Musée d'archéologie sous-marine du château de Bodrum, Turquie.

Un aspect important de la lex Claudia sont les spécifications concernant la taille et la quantité des marchandises. La loi dispose que les sénateurs ne peuvent pas posséder de navires suffisamment grands pour transporter 300 amphores (ou plus). 300 amphores correspond à la limite de volume qui permettrait encore le transfert des marchandises des domaines agricoles vers les marchés. En supposant qu'une amphore pleine grandeur pèse environ 38 kilogrammes, le poids maximal était d'un peu moins de 11,5 tonnes. Cette limite était un moyen concret d'empêcher le quaestus (l'acquisition d'un gain par des moyens non liés à l'agriculture). Exploiter un navire en quaestum était considéré comme déshonorant pour un sénateur. Tite-Livre affirme que cette limitation de taille a renforcé le dégoût des patriciens pour le profit commercial. Cela implique que le commerce à longue distance était principalement dicté par la domination de la classe sénatoriale sur la mer. En outre, Tite-Live décrit la lex Claudia comme un moyen d'affaiblir les intérêts économiques de l'élite. La lex Claudia vise à minimiser la distraction éloignant de la vie de loisir nécessaire à la gestion des affaires politiques par les sénateurs, ainsi qu'à prévenir la corruption et les conflits d'intérêts.
Il convient de noter que la loi interdit également aux fils des sénateurs de posséder de gros navires. Cet aspect sape le principe de l'avantage héréditaire des élites, en particulier des patriciens.

### Adoption de la loi
Le fait que le titre alternatif de la loi soit plebiscitum Claudianum et que Quintus Claudius soit une tribune de la plèbe àindiquent la loi a été adoptée. Le titre de plebiscitum fait référence aux résolutions adoptées par le consilium plebis, l'assemblée plébéienne, convoquée sous la présidence du tribun de la plèbe. Malgré les restrictions de cette période, l'adoption du plebiscitum ne dépend pas de l'approbation du Sénat et est contraignante pour tous les citoyens. Bien qu'ils représentent une part importante de la législation romaine, ces plébiscites sont restés un moyen de contester l'autorité du Sénat et c'est probablement pourquoi la lex Claudia est adoptée en utilisant cette méthode, compte tenu de la résistance sénatoriale.
Le plébiscite est d'ordinaire daté de 218 parce que, selon Tite-Live, le vote de la loi valut à C. Flaminius son deuxième consulat, en 217. Mais certains auteurs considèrent que le plébiscite a pu être adopté plus tôt, peut-être en 219, date à laquelle C. Flaminius est encore censeur. D'autre part, il n'est pas exclu que le plébiscite ait été précédé, en 219, d'un édit censorial interdisant aux sénateurs et à leurs fils de posséder un navire maritime de plus de 300 amphores.

### Partisans
Les personnalités importantes impliquées dans l'adoption de cette loi étaient le tribun Quintus Claudius et Caius Flaminius. Malheureusement, la seule information connue sur Quintus Claudius est qu'il a fait adopter cette loi. D'un autre côté, Caius Flaminius Nepos, tout en étant plébéien, a eu une carrière assez distinguée en tant que novus homo, atteignant même le poste de censeur. Mais son soutien à l'impopulaire lex Claudia n'est pas la première fois qu'il entrait en conflit avec le Sénat. En tant que tribun de la plèbe (232), il a souvent combattu le Sénat, notamment dans sa tentative d'adopter une loi accordant aux colons nécessiteux des terres dans l'Ager Gallicus. De plus, quand il était consul, Flaminius s'est vu refuser un triomphe par le Sénat après sa victoire contre les Insubres gaulois (223) en raison de son mépris pour les présages défavorables, bien que ce jugement fût annulé sous la pression populaire,. En raison de son apparente affinité avec le peuple, il a souvent été qualifié de démagogue, Cicéron le traitant même comme un précurseur des Gracques. D'un autre côté, il peut encore avoir conservé le soutien de l'élite plébéienne au sein du Sénat, allant à l'encontre de son image de démagogue. Néanmoins, la résistance de Flaminius au Sénat reflète sans doute la résurgence de la lutte des ordres entre les patriciens et les plébéiens pendant la République romaine. Ses sentiments plébéiens contre le Sénat expliqueraient ses motivations pour soutenir la lex Claudia et la manière dont elle a été adoptée, mais cela ne peut être confirmé.

## Application
Le fait que la lex Claudia était obsolète à la fin de la République romaine semble suggérer un manque d'application. Pendant la période républicaine, le droit romain n'est pas codifié et, par conséquent, le respect des lois dépend de leur notoriété. En conséquence, le processus d'application par le biais de poursuites et d'auto-réglementation fait partie intégrante de l'application de la loi. Ainsi, la disparition de la lex Claudia et les mentions limitées dans les sources anciennes pourraient indiquer que la loi n'était pas bien appliquée. Cela est probablement dû au fait que les sénateurs patriciens qui se sont opposés à la loi sont également responsables de son application, en engageant ou non des poursuites fondée sur cette loi.

## Réactions
Les premières réactions à la loi ne peuvent être connues de manière concluante en raison du manque de preuves contemporaines. D'après les données de Tite-Live, il y a eu deux réponses principales. Les sénateurs, comme on peut s'y attendre, sont exaspérés par la loi et Flaminius fuit Rome peu de temps après son adoption. Cependant, il est intéressant de noter l'opposition des élites à la loi car traditionnellement, les patriciens considéraient le profit par le commerce comme mauvais. Puisque cette loi limite la quantité de marchandises pouvant être transportées à un moment donné, elle était en fait conforme au mos maiorum, aux coutumes traditionnelles. Les classes supérieures sont soumises à cet ensemble strict de traditions concernant des comportements pouvant être considérés comme inappropriés pour un membre de leur classe.
D'un autre côté, la population romaine semble avoir bien accueilli la loi. Tite-Live nous dit que grâce à son soutien à la lex Claudia, Flaminius a gagné en popularité et obtenu un autre consulat.

## Historiographie contemporaine
Alors que la plupart des historiens modernes partagent une vision globale concernant l'intention de la lex Claudia, elle a été interprétée différemment par de nombreux chercheurs.

### Intentions
La plupart des chercheurs modernes conviennent que la lex Claudia a été créée avec l'intention de restreindre le pouvoir économique, social et politique de l'élite qui constituait une menace avant l'introduction de la loi. Aubert et Feig Vishnia interprètent la description de Tite-Live de la lex Claudia comme une mesure conçue par les politiciens pour affaiblir l'intérêt économique de l'élite. D'Arms convient également que la loi est le résultat d'une tentative de réduire la richesse et la domination des élites. En outre, Bleckmann observe que le lex Claudia cherche à lutter contre les profiteurs de guerre bénéficiant du transport de fournitures par des particuliers en temps de guerre. Les historiens Claude Nicolet et Feig Vishnia ont également proposé de nouvelles intentions de la loi. Nicolet suggère également que la lex Claudia interdit aux sénateurs de poursuivre « tout type d'activité céréalières ». En outre, Feig Vishnia suggère que la lex Claudia aurait pu non seulement viser à interdire aux sénateurs et à leurs fils de posséder des navires de mer dont la capacité dépassait 300 amphores, mais également à entraver une tendance sénatoriale croissante à chercher à obtenir des contrats militaires. Cependant, elle reconnaît également que cette loi pourrait avoir été la réaction à la « menace imminente » de l'avancée d'Hannibal vers l'Italie en août-septembre 218. Tchernia fait référence à une intention plus superstitieuse soupçonnée par Boudewijn Sirks qui pensait que la lex Claudia dérivait d'un vieux tabou religieux selon lequel que les sénateurs doivent éviter la mer car cela signifie la mort. Cela renvoie aux vieilles peurs romaines concernant la mer, considérée comme un lieu tentant mais perfide de risque, de mal, d'inquiétude et de « trahison punique ».

### Effet et implications
Alors que les historiens modernes ont tendance à partager une vision similaire et globale de l'intention de la lex Claudia, la manière dont elle a réellement eu un effet semble être un sujet de débat. Dans son travail, D'Arms mentionne que la loi est une réaffirmation des valeurs traditionnelles, en particulier l'idéal aristocratique foncier, le désir de faire revenir les sénateurs à la mos maiorum,. Cela reflétait le désir de l'élite de se concentrer sur l'acquisition de terres plutôt que sur des exploits maritimes. Aubert suggère que la loi met en évidence le pouvoir croissant de la classe dirigeante et, à son tour, la peur de l'État romain qui a été menacé par le pouvoir économique, social et politique croissant de ceux qui ont choisi de ne pas poursuivre une carrière politique mais commerciale. En conséquence, Aubert observe que l'État romain reprend le contrôle sur les activités économiques de sa classe dirigeante pour assurer sa survie. Selon Aubert, la formation de la lex Claudia s'est avérée bénéfique pour le développement ultérieur du droit du commerce. Si Aubert semble certain de l'effet que la loi a eu, D'Arms souligne qu'il y a eu un affaiblissement clair de la loi à la fin de la République, mais que nous ne pouvons pas être sûrs des mécanismes sociaux utilisés pour échapper à la loi. De plus, Bleckmann déclare que la loi a en fait conduit à « des pratiques de corruption qui ont lieu parmi les personnes de haut rang pour gagner de l'argent ». Cette observation est partagée par Feig Vishnia qui pense qu'un incident survenu vers 215-213 était le résultat de la mise en place de la lex Claudia.

### Bénéficiaires
Alors que le récit de Tite-Live suggère que l'intérêt économique de l'élite est affaibli par la lex Claudia, les spécialistes modernes ont tendance à admettre que ce n'est pas le cas. Dans son travail, Aubert déclare que ceux qui étaient assez riches pour se permettre de gros navires (principalement l'ordre équestre) étaient en fait les principaux bénéficiaires de la loi. À l'opposé, dans son récit, Feig Vishnia pense qu'un incident survenu en 215 révèle les bénéficiaires de la loi. Elle explique qu'en 215, le Sénat a dû se tourner vers « ceux qui avaient augmenté leurs biens grâce à des marchés publics » pour soutenir financièrement les armées espagnoles avec la promesse qu'ils seraient remboursés. En 213, les publicains ont abusé de ce terme en signalant des naufrages fictifs et en demandant une compensation à l'État. Selon Feig Vishnia, cet incident montre que les publicains qui possédaient des navires de mer étaient les principaux bénéficiaires de la lex Claudia.

### Conséquences
Cicéron fait allusion au fait que depuis 218, l'interdiction est entrée dans la vie quotidienne des sénateurs ; et apparemment, cela continuerait jusqu'au IVe siècle apr. J.-C., bien que D'Arms suggère que la lex Claudia est peut-être déjà dépassée à l'époque de Cicéron en 70. Cette observation semble être partagée par Nicolet qui suggère que la loi « est déjà devenue lettre morte à l'époque de Caton l'Ancien, qui pratiquait le prêt à la grosse aventure, mais la stigmatisation morale est restée ».

### Sources antiques
- [Cicéron] Cicéron, Verrines (BNF 12259833).
- [Tite-Live] Tite-Live, Histoire romaine (BNF 12008346).